# Балаша, Янош

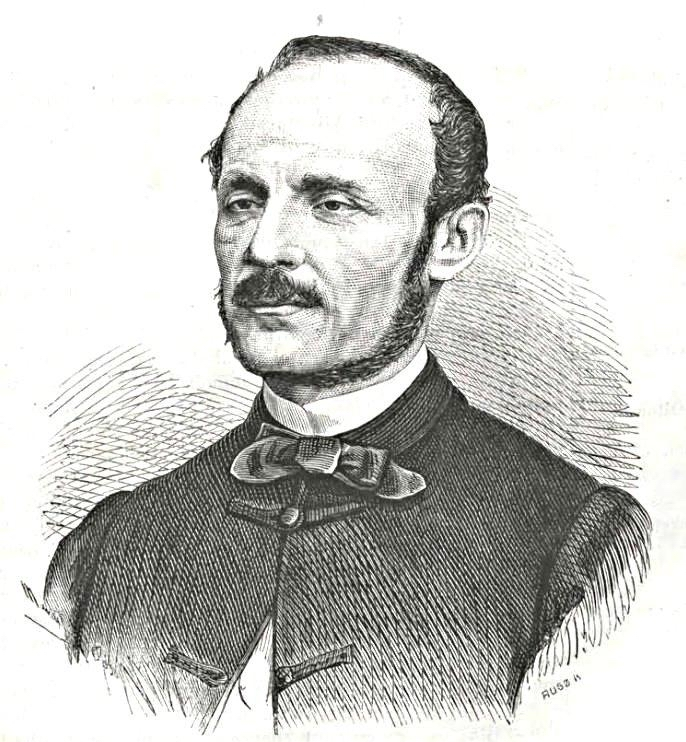

Янош Балаша (Балашша; венг. Balassa János; 5 мая 1814, Шарсентлёринц (ныне медье Тольна, Венгрия) — 9 декабря 1868, Пешт (ныне Будапешт)) — известный венгерский врач, хирург, профессор Пештского университета (1843), почëтный член Венгерской академии наук. Один из ведущих деятелей венгерской медицины середины XIX века.
Изучал медицину в Вене, позже преподавал курс хирургии в университете Пешта.
Международно признанный авторитет в области пластической хирургии. Пионер сердечно-лёгочной реанимации (СЛР). Одним из первых осуществил наружный (непрямой) массаж сердца.
В 1858 году успешно выполнил операцию крикотиреотомии с последующей компрессией грудной клетки при случае асфиксии от ларингита.

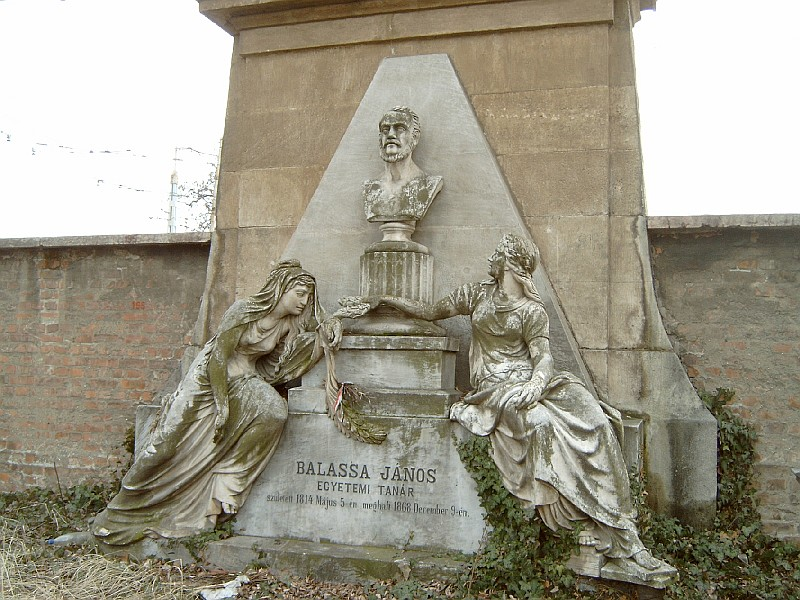
Памятник на могиле Балаша в Будапеште

Провёл целый ряд успешных операции на мочевом пузыре.
Янош Балаша составил документ, согласно которому было рекомендовано направить Земмельвайса в психиатрическую лечебницу. 30 июля 1865 года Фердинанд Риттер фон Гебра обманом завлëк его посетить сумасшедший дом в Дёблинге под Веной. Когда Земмельвайс всё понял и попытался бежать, сотрудники лечебницы избили его, одели в смирительную рубашку и поместили в темную комнату. В качестве лечения ему прописали слабительное и обливания холодной водой. Через две недели Земмельвайс скончался .

## Избранные научные труды
- Gyakorlati sebészet. — Pest, 1844.
- A hassérvekről. — Pest, 1853.
- Új műtét módozata az orrképzés körül. — Pest, 1863.
- Képző műtétek. — Pest, 1867.
- B. J. összegyűjtött kisebb művei. — Budapest: Összeállította Fanny Gyula, 1875.